# Cypress Hill
Cypress Hill ist eine US-amerikanische Hip-Hop-Gruppe aus Los Angeles. Sie verkaufte über 18 Millionen Alben weltweit.
Die Gruppe besteht aus DJ Muggs, den Rappern B-Real und Sen Dog sowie seit 1994 Percussionist Eric Bobo, der vorher im Umkreis der Beastie Boys tätig gewesen war. Sie wurden international vor allem auch wegen ihres Engagements für die Legalisierung des Cannabiskonsums bekannt. Der Name „Cypress Hill“ (dt. Zypressenhügel) bezieht sich auf den Wohnort der Gründungsmitglieder, da fast alle in der Cypress Avenue in South Gate aufwuchsen. Bis auf DJ Muggs sind alle Mitglieder Hispanics.
Cypress Hill ist die erste Rap-Gruppe mit lateinamerikanischen Wurzeln, deren Alben in den Vereinigten Staaten Mehrfachplatin-Status erreichten.

## Geschichte
Die Original-Bandmitglieder stammen ursprünglich aus South Gate in Kalifornien, bis auf DJ Muggs, der im Alter von 17 Jahren zuzog. Ihre ersten Auftritte hatten sie als Rap-Quartett DVX (Devastating Vocal Xcellence) bestehend aus Mellow Man Ace, Sen Dog, DJ Muggs und B-Real, vor einem Latino-Publikum in Südkalifornien. Als Mellow Man Ace sich für eine Solokarriere bei Capitol Records entschied, gründeten die verbliebenen drei Cypress Hill.
1991 unterzeichneten sie einen Vertrag bei Ruffhouse Records und gelangten so an den Vertrieb des Major-Labels Columbia Records.
Mit dem bereits im selben Jahr erschienen Debütalbum Cypress Hill gewannen sie trotz ihrer eher nicht mainstream- und chartorientierten Musik eine große Fangemeinde. Die Tracks des Albums wurden insbesondere im College-Radio und von großstädtischen Radiosendern gespielt, so dass die Platte insgesamt knapp zwei Millionen Mal verkauft werden konnte. DJ Muggs produzierte zwischenzeitlich Tracks zusammen mit House of Pain, den Beastie Boys und Funkdoobiest.
Zwei Jahre später gelang mit der nächsten Platte Black Sunday endgültig der internationale Durchbruch. Sie stieg auf Platz 1 der US-Charts ein und holte 3-fach-Platin allein in den USA. Die Single Insane in the Brain wurde ein weltweiter Hit, der nicht nur das typische Hip-Hop-Publikum ansprach. Die darauf folgenden Jahre waren die erfolgreichsten der Band. Sie war zweimal Headliner beim Lollapalooza-Festival. Dies wird in einer Folge der Simpsons aufgegriffen.

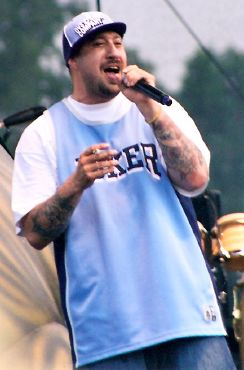
B-Real

1994 spielten sie beim Festival Woodstock II und hatten zahlreiche gemeinsame Projekte mit Bands, die nicht aus dem Hip-Hop-Bereich kamen, wie z. B. Pearl Jam und Sonic Youth, mit denen der Song I Love You Mary Jane auf dem Judgment-Night-Soundtrack veröffentlicht wurde. Rage Against the Machine coverte ihren Song How I Could Just Kill a Man, den sie dann gemeinsam bei ihrer Abschlusstour Renegades in dem Grand Olympic Auditorium spielten. Nach der Veröffentlichung ihres nächsten Albums III: Temples of Boom konzentrierten sich die Bandmitglieder mehr auf Soloprojekte. DJ Muggs veröffentlichte die LP Muggs Presents ... the Soul Assassins, u. a. mit Features von Dr. Dre, KRS-One, Wyclef Jean und Mobb Deep. B-Real hatte Gastauftritte auf dem Space-Jam-Soundtrack und auf Dr. Dres Aftermath- Album. Er wirkte zudem als Rapper und Produzent an dem Album der Gruppe Psycho Realm mit. 1998 erschien dann das nächste gemeinsame Album IV, das wieder eine Goldene Schallplatte einbrachte und die Hit-Single Tequila Sunrise sowie das aufmerksam wahrgenommene Marijuana-Tribut Dr. Greenthumb beinhaltete.
Später veröffentlichten sie auf dem Album Los Grandes Éxitos en Español einige ihrer Lieder komplett ins Spanische übersetzt. Zwei Alben später hatten sie 2002 einen Kurzauftritt im Film So High mit Method Man und Redman in den Hauptrollen. Sie beteiligten sich auch maßgebend am Soundtrack des Films.
2004 setzte die Band ihre Experimente und die Zusammenarbeit mit Rockmusikern fort und begann mit Reggae zu experimentieren. Auf dem im März veröffentlichten Album Till Death Do Us Part spielten sie mit Tim Armstrong (Rancid), Rob Aston (The Transplants) und Damian Marley, dem Sohn von Bob Marley. Die erste Singleauskopplung What's Your Number basiert auf dem Song Guns of Brixton von The Clash und führte zum Charterfolg in den Rockcharts.

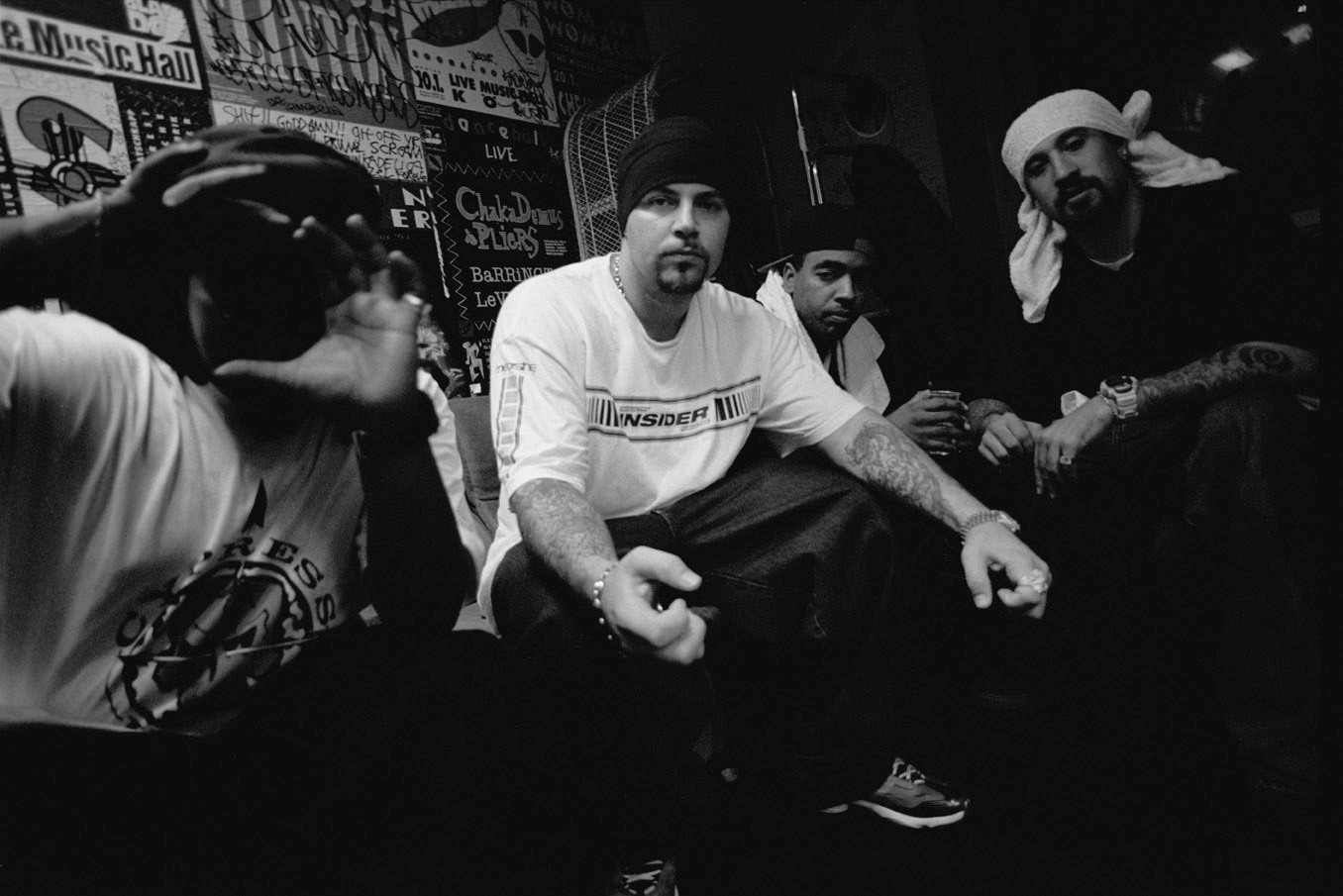
Cypress Hill backstage in Bonn, 1998

Zwischenzeitlich wurde das Ende der Crew als Cypress Hill angekündigt. Die Mitglieder wollten sich vermehrt auf ihre Soloprojekte konzentrieren, jedoch weiterhin zusammen auf Tournee gehen. Mittlerweile sind jene Trennungsgerüchte dadurch beseitigt, dass wieder an einem neuen Studioalbum gearbeitet wird, welches nicht nur von DJ Muggs, sondern auch von DJ Premier produziert werden soll. Auch tritt die Gruppe weiterhin gemeinsam mit Gastbeiträgen auf Alben anderer Künstler auf.
Im Jahr 2007 haben sich Cypress Hill mit der Rap- und Crossover-Band Kottonmouth Kings sowie Potluck zu einer Hip-Hop-Supergroup namens Kannabis Kartel zusammengeschlossen. Ein gemeinsames Album ist bereits fertiggestellt. Es soll über Suburban Noize Records erscheinen.
Im Oktober 2008 wurde die Gruppe bei der jährlichen Show VH1 Hip Hop Honors neben den Rap-Pionieren De La Soul, Too Short, Naughty by Nature und Slick Rick als einer von fünf Preisträgern geehrt.
2009 waren sie mit Fergie Gastsänger bei der B-Seite der Slash Single Sahara, bei dem sie gemeinsam den Song Paradise City neu aufgenommen hatten.
Im Jahr 2010 spielten sie auf ihrem achten Studioalbum Rise Up zusammen mit Rockmusikern wie Daron Malakian, Tom Morello und Mike Shinoda einige Songs.
2018 wurde Cypress Hills neuntes Studioalbum Elephants on Acid veröffentlicht.
2019 bekam die Band den 2660. Stern auf dem Hollywood Walk of Fame.
Im März 2022 erschien das zehnte Studioalbum Back in Black.

## Diskografie
Studioalben

| Jahr | Titel                 | Höchstplatzierung, Gesamtwochen, AuszeichnungChartplatzierungen (Jahr, Titel, Platzierungen, Wochen, Auszeichnungen, Anmerkungen) | Höchstplatzierung, Gesamtwochen, AuszeichnungChartplatzierungen (Jahr, Titel, Platzierungen, Wochen, Auszeichnungen, Anmerkungen) | Höchstplatzierung, Gesamtwochen, AuszeichnungChartplatzierungen (Jahr, Titel, Platzierungen, Wochen, Auszeichnungen, Anmerkungen) | Höchstplatzierung, Gesamtwochen, AuszeichnungChartplatzierungen (Jahr, Titel, Platzierungen, Wochen, Auszeichnungen, Anmerkungen) | Höchstplatzierung, Gesamtwochen, AuszeichnungChartplatzierungen (Jahr, Titel, Platzierungen, Wochen, Auszeichnungen, Anmerkungen) | Anmerkungen                                                  |
| Jahr | Titel                 | DE | AT | CH | UK | US | Anmerkungen                                                  |
| ---- | --------------------- | --- | --- | --- | --- | --- | ------------------------------------------------------------ |
| 1991 | Cypress Hill          | — | — | — | UK81 a Gold · (2 Wo.)UK | US31 b ×2Doppelplatin · (89 Wo.)US                                                                                                | Erstveröffentlichung: 13. August 1991 Verkäufe: + 2.100.000  |
| 1993 | Black Sunday          | DE36 (27 Wo.)DE | — | CH38 Gold · (6 Wo.)CH | UK13 Platin · (57 Wo.)UK | US1 ×4Vierfachplatin · (56 Wo.)US                                                                                                 | Erstveröffentlichung: 19. Juli 1993 Verkäufe: + 4.705.000    |
| 1995 | III: Temples of Boom  | DE19 (9 Wo.)DE | AT23 (14 Wo.)AT | CH12 (12 Wo.)CH | UK11 Gold · (11 Wo.)UK | US3 Platin · (34 Wo.)US | Erstveröffentlichung: 31. Oktober 1995 Verkäufe: + 1.165.000 |
| 1998 | IV                    | DE17 (25 Wo.)DE | AT21 (18 Wo.)AT | CH14 (7 Wo.)CH | UK25 Gold · (4 Wo.)UK | US11 Gold · (16 Wo.)US | Erstveröffentlichung: 6. Oktober 1998 Verkäufe: + 707.500    |
| 2000 | Skull & Bones         | DE4 (11 Wo.)DE | AT5 (11 Wo.)AT | CH7 (16 Wo.)CH | UK6 Gold · (6 Wo.)UK | US5 Platin · (26 Wo.)US | Erstveröffentlichung: 25. April 2000 Verkäufe: + 715.000     |
| 2001 | Stoned Raiders        | DE26 (15 Wo.)DE | AT24 (15 Wo.)AT | CH19 (12 Wo.)CH | UK71 Silber · (2 Wo.)UK | US64 (8 Wo.)US | Erstveröffentlichung: 3. Dezember 2001 Verkäufe: + 310.000   |
| 2004 | Till Death Do Us Part | DE11 (11 Wo.)DE | AT10 (11 Wo.)AT | CH11 (11 Wo.)CH | UK53 (2 Wo.)UK | US21 (9 Wo.)US | Erstveröffentlichung: 22. März 2004 Verkäufe: + 217.500      |
| 2010 | Rise Up               | DE31 (4 Wo.)DE | AT14 (8 Wo.)AT | CH3 (16 Wo.)CH | UK78 (1 Wo.)UK | US19 (4 Wo.)US | Erstveröffentlichung: 16. April 2010                         |
| 2018 | Elephants on Acid     | DE27 (3 Wo.)DE | AT16 (3 Wo.)AT | CH9 (5 Wo.)CH | UK64 (1 Wo.)UK | US120 (1 Wo.)US | Erstveröffentlichung: 28. September 2018                     |
| 2022 | Back in Black         | DE17 (1 Wo.)DE | AT56 (1 Wo.)AT | CH12 (2 Wo.)CH | — | — | Erstveröffentlichung: 18. März 2022                          |

## Medien (Gastrollen)
- 1993: Meteor Man
- 1996: Die Simpsons, Episode Homer auf Tournee (Staffel 7; OT: Homerpalooza)[10]
- 1999: Kingpin: Life of Crime (PC-Spiel), hier agierten sie als Synchronsprecher und steuerten auch drei Lieder von ihrem Album „IV“ bei.
- 2001: So High
- 2003: Shade